# Socket AM3+
Socket AM3+，又稱Socket AM3b，是AMD推出的CPU插座，取代上一代Socket AM3並支援使用Bulldozer微架構的AMD新一代32納米處理器AMD FX、Opteron 3000系列，與Socket AM3完全向下相容。

## 技術特性

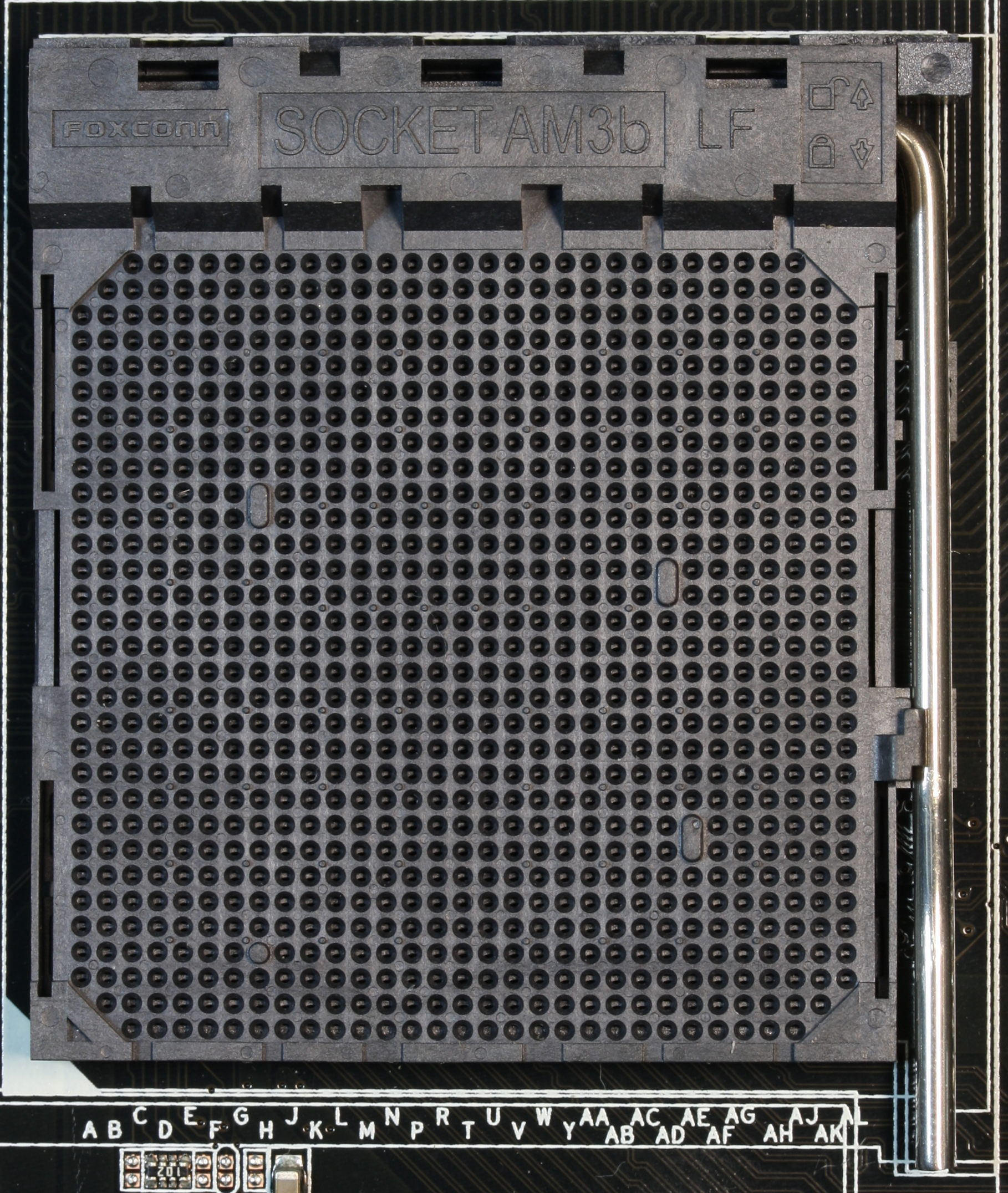
Socket AM3b插座

Socket AM3+是從Socket AM3的基礎上發展而來，同樣採用插针网格阵列封装（PGA），使用Socket AM3+的主機板插座有942個接腳，僅比Socket AM3多一個接腳，接腳排列以及管脚定義基本與Socket AM3一致；而Socket AM3+的CPU上有940支針腳，比Socket AM3的938支針腳多了兩根。另外，Socket AM3+的管脚直徑是0.51毫米，相比Socket AM3的0.45毫米略有增加，針腳最小間距同樣為1.27毫米，31行×31列，和Socket AM3的一樣。為了更直觀區分AM3+和AM3，AMD統一將AM3+插座做成黑色，區別於AM3標準的白色。
電氣性能上，AM3+供電比AM3更完善，主要是電源穩壓性能以及電源質量參數的提升。Socket AM3+中，其電源控制和CPU之間的串行鏈路的工作時脈高達3400kHz，而Socket AM3的僅400kHz；最大允許電流從Socket AM3的110A提升到145A。CPU散熱器的固定扣具仍然在主機板生產説明指引中作爲標準配備，和Socket AM3/AM2+/AM2等AMD桌上型電腦CPU的可通用。
Socket AM3+的處理器支援HyperTransport 3.1，可運行于3.2GHz，而Socket AM3的HyperTransport 3.0則最高衹到2.6GHz；AM3+/AM3 CPU內置的記憶體控制器均能支援DDR3，不同的是AM3最高只支援至DDR3-1600，AM3+則推進至DDR3-2133。同樣Socket AM3+的CPU和主機板和Socket AM3的一樣不支援DDR2 SDRAM記憶體。
Socket AM3+的插座，可安裝Socket AM3+、SocketAM3的中央處理器；Socket AM3+管脚陣列的中央處理器，除了可安裝在Socket AM3+以外，也可安裝於Socket AM3插座上，衹是匯流排效能會有降低，以及部分新功能不能使用。儘管如此，但幾近友好的相容性也引發了一些問題，像是在一些使用Socket AM3+的舊晶片組平台上，或是在新的晶片組平台上使用舊型號CPU，CPU與晶片組的功能，不能各自都能完美實現（見功能完整實現問題一節）。

## 使用情況

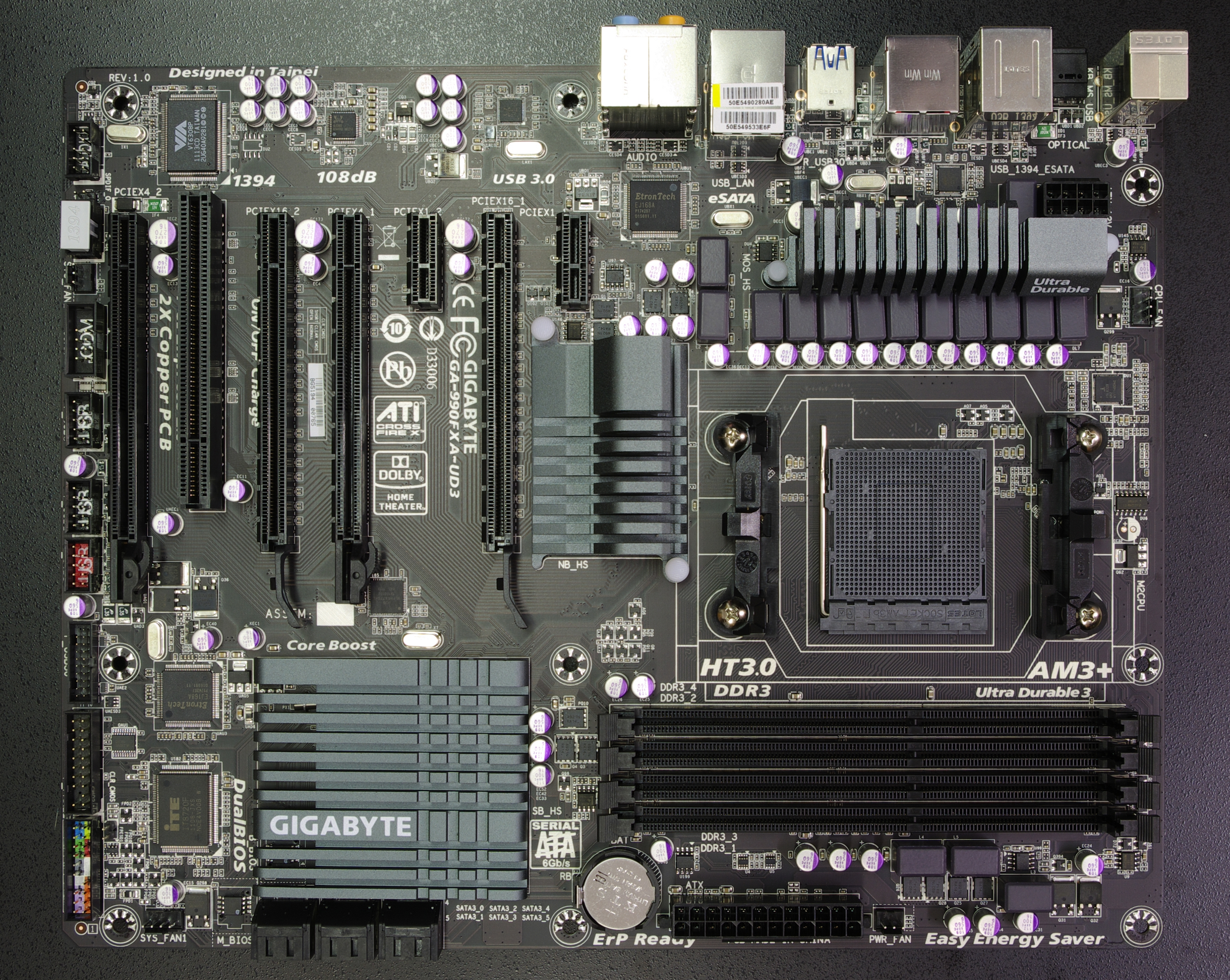
一塊使用Socket AM3+插座的技嘉主機板

2011年中期，隨著Bulldozer微架構的公開發表，Socket AM3的升級版Socket AM3+順勢公佈，是基於Bulldozer微架構的處理器所使用的管腳陣列，定位高階桌上型平台以及單處理器伺服器平台。早在2011年初發布的AMD APU定位桌上型主流層級，使用Socket FM1，後來這個市場定位由基於Piledriver微架構的AMD APU所使用的Socket FM2接任；多處理器伺服器/工作站平台則由Socket C32、Socket G34擔當。

### 晶片組
原生採用Socket AM3+的晶片組是AMD的900系列晶片組，包括990FX、990X、970以及帶有整合式顯示核心的980G（880G的更名版）。針對單處理器伺服器市場，仍采用SR5600/SP5100系列晶片組。

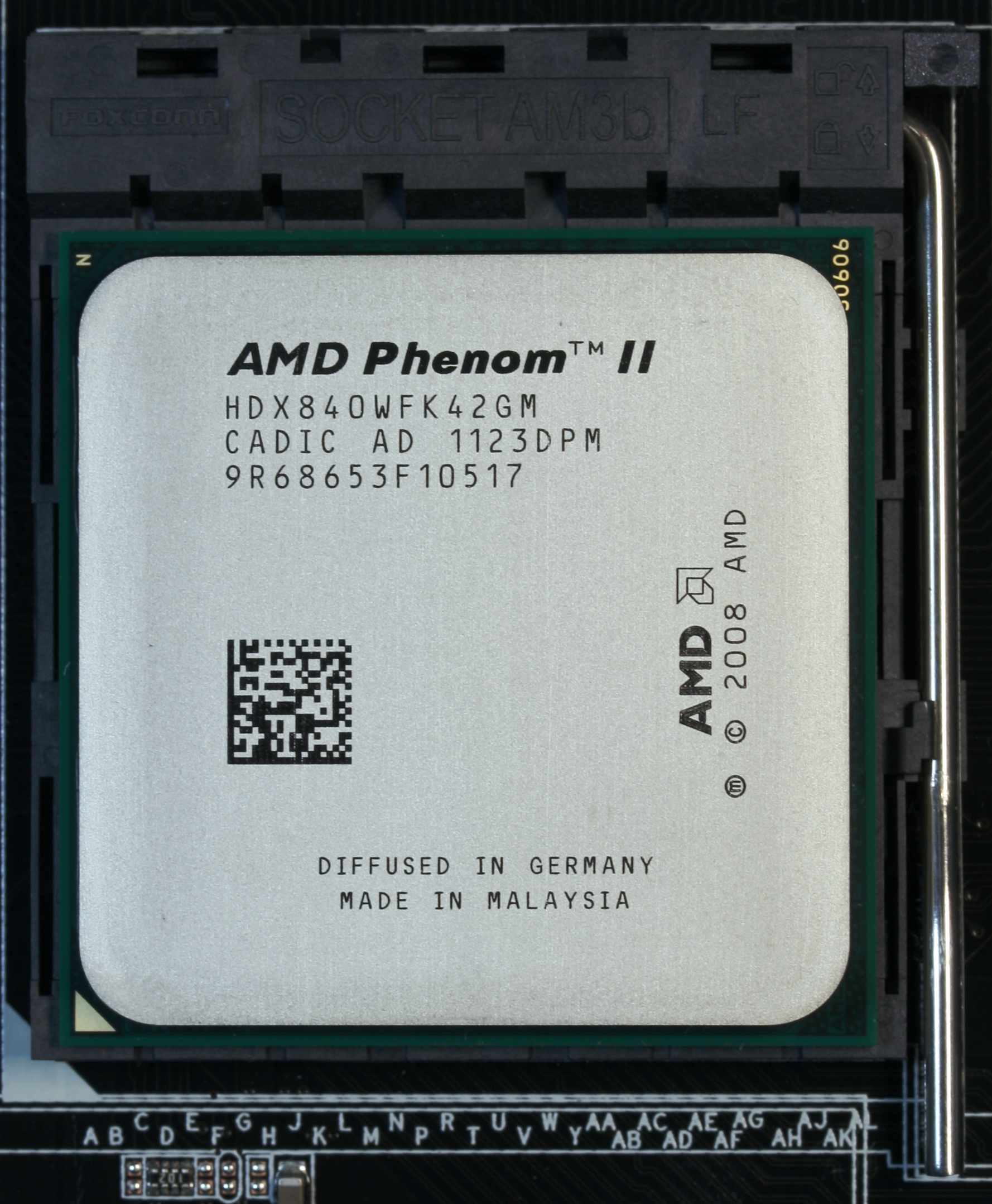
一顆Socket AM3管脚的Phenom II X4 840安裝於Socket AM3+插座的主機板上

#### 功能完整實現問題
一些使用AM3的800系列晶片組，主機板廠商也可以通過改版BIOS/EFI韌體來使用AM3+插槽，但匯流排速率仍受制于晶片組（北橋）的支援度，不會有提升。這些舊晶片組采用Socket AM3+插座，雖然仍能提供足夠的峰值電流，但目前已知有一些主機板的部分新功能不能使用或不正常的問題。一個問題是從CPU内讀取溫度值的旁帶溫度感測器界面的不正常，使的一些PWM調速的CPU散熱風扇或衹能工作在全速狀態；另一個已知的問題則是由於缺少快速Vcore開關，部分CPU節電功能無法使用。由於與SocketAM2/AM2+的管脚定義有重叠，甚至有采用Socket AM3+插座的700系列晶片組主機板推出并販售，但這些主機板僅能支援DDR3記憶體而不能支援DDR2記憶體，因爲Socket AM3+的中央處理器内并沒有内建DDR2記憶體控制器。

### 中央處理器
目前有核心代號爲「Zambezi」以及「Vishera」AMD FX系列的中央處理器、以及核心代號爲「Zurich」、「Delhi」的AMD Opteron系列采用Socket AM3+的管脚排列。
而采用AM3的CPU，像是Phenom II、Athlon II、45奈米版本的Sempron系列以及AM3版本的Opteron，也可以安裝在Socket AM3+插座的主機板上。

### AMD FX

#### 「Zambezi」核心
- 4核心，4執行緒（2模組）型號：FX-4100、4130、4150、4170
- 6核心，6執行緒（3模組）型號：FX-6100、6120、6130、6200
- 8核心，8執行緒（4模組）型號：FX-8100、8120、8140、8150

#### 「Vishera」核心

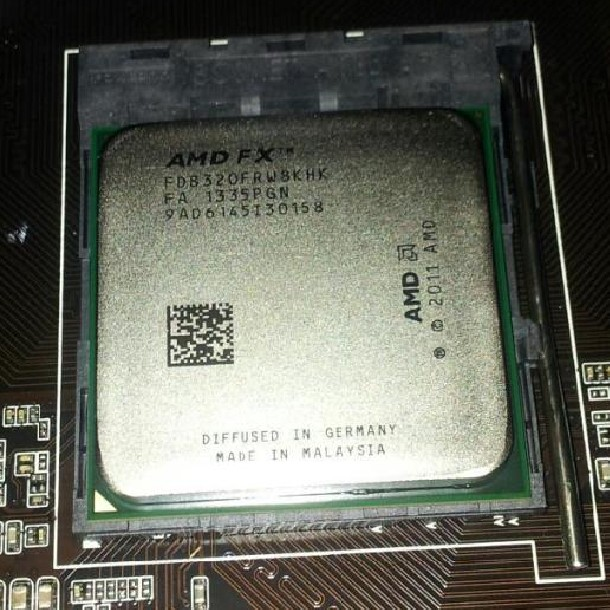
安裝於Socket AM3+處理器插座上的FX-8320

- 4核心，4執行緒（2模組）型號：FX-4300、4320、4350
- 6核心，6執行緒（3模組）型號：FX-6300、6350
- 8核心，8執行緒（4模組）型號：FX-8300、8310、8320、8320E、8350、8370、8370E、9370、9590

### AMD Opteron
AMD Opteron處理器，主要是用於單CPU伺服器的Opteron 3200/3300系列采用Socket AM3+。

#### Opteron 3200系列「Zurich」
- 4核心，4執行緒（2模組）型號：Opteron 3250 HE、3260 HE
- 8核心，8執行緒（4模組）型號：Opteron 3280

#### Opteron 3300系列「Delhi」
- 4核心，4執行緒（2模組）型號：Opteron 3320 EE、3350 HE
- 8核心，8執行緒（4模組）型號：Opteron 3365、3380